# Marie Déa
Pour les articles homonymes, voir Déa.
Marie Déa, de son nom complet à l'état civil Odette Alice Marie Deupès, est une actrice française, née le 17 mai 1912 à Nanterre et morte accidentellement le 1er mars 1992 dans le 10e arrondissement de Paris.

## Biographie

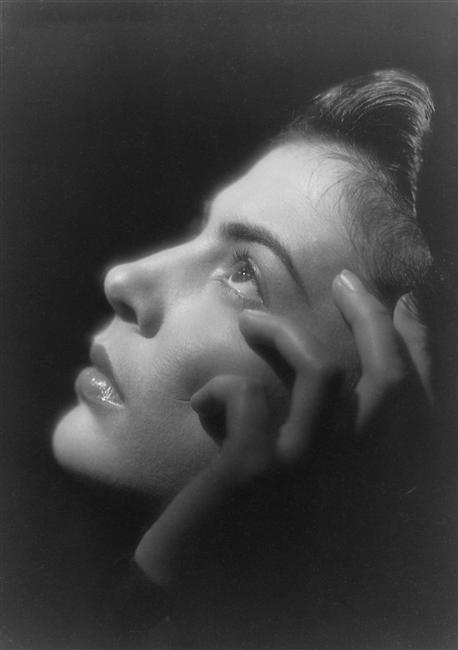
Marie Déa en 1944 (photo du Studio Harcourt)

Après avoir effectué des études de droit elle suit des cours de théâtre et commence avec de petits rôles. Elle tourne en 1939 Nord-Atlantique de Maurice Cloche, qui la révèle au public. Elle s'impose dans Pièges de Robert Siodmak, où elle donne la réplique à des acteurs célèbres, Maurice Chevalier, Erich von Stroheim, Pierre Renoir et André Brunot.
Pendant la guerre, elle s'impose de nouveau dans Premier Bal de Christian-Jacque puis comme reporter dans Le journal tombe à cinq heures de Georges Lacombe où elle déborde d'énergie face à Pierre Fresnay.
Elle atteint, sous l'occupation, le sommet de sa carrière dans Les Visiteurs du soir, réalisé par Marcel Carné sur un scénario de Jacques Prévert, où elle interprète le personnage d'Anne. Marie Déa entre ainsi dans la légende et le public l'identifiera avec cette héroïne si pure et si confiante, dont l'amour tiendra en échec le Malin. Le critique Roger Régent écrit : « Nous ne pourrons plus désormais la revoir sans revoir Anne, cet être qui l'a marquée au fer rouge, et dont elle ne pourra plus jamais se délivrer. »
En 1950, elle interprète Eurydice dans Orphée, de Jean Cocteau. La suite de sa carrière est plus difficile et Marie Déa ne retrouve jamais de rôle à la mesure des emplois que lui avaient confiés Carné et Cocteau.
Elle a été l'épouse du comédien Lucien Nat (1895-1972). Elle est également la marraine du réalisateur Jean-Marie Poiré.
Elle meurt accidentellement le 1er mars 1992 à la suite d'un incendie à Paris. Son corps fait l'objet d'un don à la science et ses cendres sont inhumées dans la fosse commune du cimetière parisien de Thiais, dédiée à tous ceux qui ont donné leur corps à la science.

## Filmographie

### Cinéma
- 1938 : La Vierge Folle d'Henri Diamant-Berger
- 1939 : Nord-Atlantique de Maurice Cloche : Mary
- 1939 : Pièges de Robert Siodmak : Adrienne Charpentier / Mlle Blanche / Gabrielle Derny / Adrienne Du Pont / Raymonde Blanchard
- 1940 : Documents secrets de Léo Joannon : Steffi
- 1940 : Finance noire de Félix Gandéra
- 1941 : Premier Bal de Christian-Jaque : Nicole Noblet
- 1941 : Histoire de rire de Marcel L'Herbier : Hélène Donaldo
- 1942 : Le journal tombe à cinq heures de Georges Lacombe : Hélène Perrin
- 1942 : Les Visiteurs du soir de Marcel Carné : Anne
- 1943 : Secrets de Pierre Blanchar : Marie-Thérèse
- 1945 : Impasse de Pierre Dard : Gisèle Dubois
- 1945 : Les Atouts de Monsieur Wens d'Émile-Georges De Meyst : Isabelle Dolo
- 1947 : Rouletabille joue et gagne de Christian Chamborant : Wanda
- 1948 : Rouletabille contre la dame de pique de Christian Chamborant : Wanda
- 1949 : 56, rue Pigalle de Willy Rozier : Inès de Montalban
- 1949 : La Maternelle d'Henri Diamant-Berger : Madeleine
- 1949 : Aventuras de Juan Lucas de Rafael Gil : Ana Romero de Los Viejos
- 1950 : Orphée de Jean Cocteau : Eurydice
- 1951 : Caroline chérie de Richard Pottier : Mme la comtesse de Coigny
- 1952 : Ouvert contre X de Richard Pottier : Mme Le Mesles
- 1956 : OSS 117 n'est pas mort de Jean Sacha : Marion Lead
- 1959 : La Jument verte de Claude Autant-Lara : Anaïs
- 1961 : Tendre et Violente Élisabeth d'Henri Decoin : Amélie
- 1961 : L'assassin est dans l'annuaire (Cet imbécile de Rimoldi) de Léo Joannon : Édith
- 1963 : Le Glaive et la Balance d'André Cayatte : Mme Winter
- 1963 : Vacances pour Ivette (Vacaciones para Ivette) de José María Forqué : Cécile
- 1965 : Les Ruses du diable de Paul Vecchiali : Mme Marcelle
- 1974 : Mariage de Claude Lelouch : la propriétaire
- 1975 : Le Bon et les Méchants de Claude Lelouch : Mme Blanchot
- 1977 : L'Homme pressé d'Édouard Molinaro : la mère
- 1977 : Armaguedon d'Alain Jessua : Gisèle Valin, la tante de Louis Carlier
- 1977 : Les Petits Câlins de Jean-Marie Poiré : la papetière
- 1979 : Subversion de Stanislav Stanojevic : Cécile

### Télévision
- 1959 : Les Cinq Dernières Minutes, épisode Sans en avoir l'air de Claude Loursais : Yvonne Larroque
- 1964 : L'Abonné de la ligne U, série télévisée de Yannick Andréi
- 1967 : Le Cinéma du diable, documentaire de Marcel L'Herbier : elle-même
- 1971 : Prière pour Éléna d'Abder Isker
- 1974 : La Folie des bêtes, feuilleton télévisé de Fernand Marzelle
- 1975 : Grand-père viking de Claude-Jean Bonnardot : Sophie
- 1977 : La Famille Cigale : Lulu-belle
- 1977 : Au théâtre ce soir : L'Archipel Lenoir d'Armand Salacrou, mise en scène René Clermont, réalisation Pierre Sabbagh, Théâtre Marigny

## Théâtre
- 1937 : Faust de Goethe, mise en scène Gaston Baty, Théâtre Montparnasse
- 1938 : Femmes de Clare Boothe, adaptation Jacques Deval, mise en scène Jane Marnac, Théâtre Pigalle
- 1944 : Un Don Juan de Michel Aucouturier, mise en scène Jean Darcante, Comédie des Champs-Élysées
- 1945 : Un ami viendra ce soir d'Yvan Noé et Jacques Companeez, mise en scène Jean Wall, Théâtre de Paris
- 1946 : Huon de Bordeaux d'Alexandre Arnoux, mise en scène Georges Douking, Théâtre Pigalle
- 1950 : Maître Bolbec et son mari de Georges Berr et Louis Verneuil, Théâtre des Variétés
- 1950 : Oncle Harry de Thomas Job, adaptation Marcel Dubois, Jacques Feyder, mise en scène Jean Marchat, Théâtre royal du Parc
- 1951 : Oncle Harry de Thomas Job, adaptation Marcel Dubois, Jacques Feyder, mise en scène Jean Marchat, Théâtre Antoine
- 1954 : Mon mari et toi de Roger Ferdinand, mise en scène Louis Ducreux, Théâtre des Célestins
- 1955 : Ainsi va le monde d'après William Congreve, mise en scène Georges Douking, Théâtre du Palais de la Méditerranée (Nice)
- 1965 : La Ménagerie de verre de Tennessee Williams, mise en scène Pierre-Étienne Heymann, Centre dramatique du Nord (Tourcoing)
- 1969 : Pygmalion de George Bernard Shaw, mise en scène Pierre Franck, Théâtre des Célestins
- 1973 : Six personnages en quête d'auteur de Luigi Pirandello, mise en scène Julien Bertheau, Centre d'action culturelle de Chelles
- 1985 : Les Acteurs de bonne foi de Marivaux, mise en scène Jean-Claude Penchenat, Théâtre du Campagnol
- 1988 : Le Théâtre du Campagnol fête Marivaux à l'occasion du Bicentenaire de la mort de Marivaux, mise en scène Jean-Claude Penchenat, Théâtre de la Piscine de Châtenay-Malabry